# Ludvík z Enghien
Ludvík z Enghien (zemřel 17. března 1394) byl titulárním vévodou z Athén, hraběte z Brienne a pánem z Enghien v letech 1381-1394, hrabětem z Conversana od roku 1356 do své smrti.

## Život
Ludvík byl čtvrtým synem Waltera III. z Enghien a Isabely z Brienne. Když jeho matka rozdělila dědictví po Ludvíkovu strýci Walterovi VI. z Brienne, zdědil titul vévody z Conversana. V roce 1370, on a jeho bratři, včetně Jana z Enghien, požádali benátského dóžete o pomoc při získávání zpět athénského vévodství od katalánské kompanie, ale pomoci se nedočkali. Po smrti bezdětného synovce Waltera v roce 1381, se Ludvík stal také titulárním athénským vévodou, hrabětem z Brienne a pánem z Enghien.
Oženil se s Giovanou ze Sanseverino, která mu dala čtyři dcery: Markétu, Jolandu, Isabelu a Helenu. Po jeho smrti v Conversanu, 17. března 1394, jeho tituly zdědila jeho nejstarší dcera Markéta. Ta se v roce 1380 provdala za Jana Lucemburského, pána z Beauvoir, syna Víta Lucemburského a Mahaut ze Châtillonu, se kterým měla několik dětí, včetně Petra Lucemburského, hraběte ze St. Pol, Brienne a Conversana, a Jana II. Lucemburského, hraběte z Ligny. Petr se ze své vlastní vůle oženil s Markétou z Beaux, se kterou měl devět dětí: mezi nimi jsou Ludvík, hrabě ze St. Pol, Brienne a Conversana (předek Marie Stuartovny) a Jacquetta (matka královny Alžběty Woodvillové).